# Scandal Arena Live 2014: Festival
A Scandal Arena Live 2014: Festival (a borító írásmódja szerint SCANDAL ARENA LIVE 2014 「FESTIVAL」) a Scandal japán pop-rock együttes hatodik koncertlemeze, mely 2015. január 14-én jelent meg az Epic Records Japan gondozásában. A felvételek 2014. június 29-én a Scandal Arena Live 2014 elnevezésű arénaturné utolsó állomásán, a Yokohama Arenában készültek. A kiadvány a harmadik helyet érte el a japán Oricon heti összesített DVD és a nyolcadikat a heti Blu-ray eladási listáján.

## Számlista
1. Scandal in the House
2. Avanai cumori no, genki de ne (会わないつもりの、元気でね?, ’Nem akarok többet találkozni veled, vigyázz magadra’)
3. Scandal Baby
4. Satisfaction (サティスファクション?)
5. Over Drive
6. Doll
7. Standard
8. Runners High
9. Love Survive
10. Everybody Say Yeah!
11. Kagen no cuki (下弦の月?, ’Fogyó hold’)
12. Bitter Chocholate (ビターチョクレート?)
13. Haruka (ハルカ?, ’Távolság’)
14. Rainy
15. Taijó Scandalous (太陽スキャンダラス?, ’Botrányos Nap’)
16. Space Ranger (スペースレンジャー?)
17. Naimda jo hikare (涙よ光れ?, ’Csillogó könnycseppek’)
18. Departure
19. Joake no rjúszeigun (夜明けの流星群?, ’Hajnali meteorzápor’)
20. Taijó to kimi ga egaku Story (太陽と君が描くSTORY?, ’A történet, amit te és a Nap rajzolt’)